# لودفيغ هوب
لودفيغ هوب (بالنرويجية البوكمول: Ludvig Hope)‏ هو كاتب نرويجي، ولد في 17 يناير 1871 في Masfjorden ‏ في النرويج، وتوفي في 26 أكتوبر 1954 في أوسلو في النرويج.